# Liptód
Liptód es un pueblo ubicado en el distrito de Bóly, en el condado de Baranya, Hungría.

## Superficie
Posee una superficie de 14,99 kilómetros cuadrados.

## Demografía
Hasta 2019 la población era de 183 habitantes, con una densidad de población de 12,21 habitantes por kilómetro cuadrado.